# Am Graalwall
Die Straße Am Graalwall befindet sich in der niedersächsischen Stadt Lüneburg.

## Lage
Die Straße Am Graalwall befindet sich nordwestlich der Altstadt von Lüneburg. Die Länge der Straße beträgt etwa 210 Meter. Die Straße verläuft in West-Ost-Richtung von der Straße Am Springintgut bis zur Bastionsstraße.

## Geschichte
Hier stand bis 1889 ein Wall der Stadtbefestigung von Lüneburg. Im Jahre 1890 wurde die Straße angelegt und mit Villen und Mietshäusern bebaut. Hier stand von 1890 bis 1962 die Bürgerschule.

## Baudenkmale
| Lage                                       | Bezeichnung | Beschreibung | ID       | Bild |
| ------------------------------------------ | ----------- | --- | -------- | ---- |
| Am Graalwall 7 53° 15′ 4″ N, 10° 24′ 2″ O  | Wohnhaus    | Das traufständige Haus hat zwei Geschosse und ein Satteldach. Die Fassade hat fünf Achsen und ist mit einem Putzdekor versehen. Erbaut wurde es im Jahre 1892. | 30661757 |      |
| Am Graalwall 9 53° 15′ 4″ N, 10° 24′ 2″ O  | Wohnhaus    | Erbaut wurde das Haus im Jahre 1898. Das Haus hat drei Geschosse und ein Satteldach. Die Fassade hat vier Achsen und ist ähnlich strukturiert wie das Haus Am Graalwall 7. Der Eingang ist in der linken Achse. Die Fenster im dritten Stock sind Rundbogenfenster, die Fenster im zweiten Stock sind segmentbogige Fenster. | 30661738 |      |
| Am Graalwall 12 53° 15′ 2″ N, 10° 24′ 1″ O | Wohnhaus    | Die Reithalle wurde im Jahre 1790 erbaut. Es ist die sogenannte Ritterakademie. Das Gebäude gehört ursprünglich zum Kloster St. Michaelis. | 30661738 |      |